# آنیاوان
آنیاوان (به ارمنی: Անիավան) یک روستا در ارمنستان است که در استان شیراک واقع شده‌است. در ۴۳ کیلومتری جنوب غربی گیومری، مرکز استان شیراک واقع شده‌است.

## خصوصیات
آنیاوان ۵۱۶ نفر جمعیت دارد و در ارتفاع ۱۴۲۰ متر بالاتر از سطح دریا قرار گرفته‌است.